# 菜乃花的他
菜乃花的他（菜の花の彼），東立翻譯為菜乃花的男朋友，是桃森三好作画、剧本的少女漫画作品。由集英社出版，在《Margaret》杂志上连载。

## 故事简介
中學的時候，被人告白後與其交往，但對感情表達生澀的兩人交往的過程並不是很順利，僅僅幾個月的時間便曖昧的告別了這場戀愛。進入高中之後，對身邊的交往話題總是跟不上的女主人公正是對戀愛懦弱膽怯，受到愛情傷害的菜乃花。   久久不能走出過去的陰霾的女主，直到某天在路上「感情的流速不同吧」，從擦身而過的人口中聽到了這句猶如解救自己的話語，對方是連臉都沒看過的男子，但身體不受控制的轉身向對方告白了。
最治癒的是情、最傷人的也是情。
宛如空氣中綻放的花朵，戀愛就是這樣一種奇蹟。
圍繞在主角三人間的心靈成長故事就這樣開始了—

## 角色介绍
绫濑菜乃花（Ayase Nanoka）
本作女主角。就读于私立藤山高等学校，性格温柔待人友善，十分注意形象还有举止的大家闺秀，厨艺棒，处事低调但在男生中似乎很有人气，家境富裕。
缺乏自信，立场薄弱万事迁就他人，不敢表达自己的想法，鹰人说她“像人偶”，偶尔也会让人误会自己本意，因为初中与鹰人的失败的感情对再次恋爱充满胆怯。
偶然和高中新结识的两位闺蜜（优子和千里）聊起爱情话题，菜乃花回忆起初中与鹰人那段惆怅又失败的感情，对爱情感到身心疲惫。曾试着喜欢上鹰人的菜乃花，却总是因为鹰人笨拙的话语而刺痛自己，两人间紧张和尴尬的状态也让不善表达感情的鹰人处处碰壁。
在快餐店偶然坐在桐山隼太背后，听见了他和女友的分手对话，因隼太的一句「我明明是真的爱你……」而感受到隼太与自己的境遇很像，再次遇到隼太时被隼太一番温柔的话语感动，没经思考似命运牵引一样对隼太告白了。后来在与隼太相处中真正找到了恋爱的感觉，而且很神奇的是在隼太的面前可以变得很直率。
想要了解更多关于隼太的事情，性格慢慢变得坚强会表达自己的想法，与隼太的感情火速升温。
桐山隼太（Kiliyama Hayata）
本作第一個出現的男主角。就读于樱丘中学，性格温柔体贴，对人真心以待，对待爱情很纯情羞涩亦有点小贪心。
普通的邻家男孩，相貌不错，排球部队长等參加過多個運動社團鍛鍊出了怪力，与队友相处融洽，初中生（小菜乃花一届的学弟，身高比许多高中生还高，被告知是初中生后都大家都很惊讶。)
第一话在快餐店正式和女友提出分手，无法接受女友背叛他的感情。待人很温和「没关系的哦，我很擅长站着的别着急」在菜乃花对他表白后却不知道如何继续话题时候，这句话安慰菜乃花焦虑的内心让菜乃花很感动是个温柔的人，本意是不想在失恋后立即投入到下一段感情中，后被菜乃花真情打动答应与之交往。
幾乎沒有自我主見，只要大家都能輕鬆的相處就好了，這樣待人的隼太，沒有原則的溫柔被菜乃花認為是優點。
在与菜乃花的相处中感情迅速升温，明白了真正的爱情是什么样的感觉，同样直率，阳光的隼太也深深吸引住了菜乃花。虽然不同校但是也经常抽时间与菜乃花电话沟通，菜乃花有时候说错话了还能巧妙的缓解气氛（“真是个乖孩子”优子誇）因为自卑心而说出自暴自弃的话的时候也总是给她打气。作为當前准男友，在意菜乃花和她前男友鹰人的事情。
上杉鹰人（Uesugi Takato）
本作第一卷尾才出現真面目的男主角。就读于松川男子高等学校。學霸大帥哥一枚，實際上性格单纯、傲嬌、因為從不趨炎附勢而被說冷漠。
初中时就是女生中非常有人气的帅哥，学习成绩很棒，与菜乃花發生誤會被避開，后來上了重点高中。
菜乃花的初中男友，很多女生喜欢。有点不食人间烟火表面上对人很冷漠傲慢的样子，實際上卻是對自己無法控制的在意菜乃花摸不著頭腦，導致各種生澀蹩腳，与菜乃花交往两人成了许多女生心中完美一對，也因此很多女生纷纷放弃对鹰人表白。
深爱着菜乃花但交往後也無法釐清自己，由於在菜乃花面前总会有种按耐不住的急躁導致的頻頻出错，時常搞得自己很狼狈。交往后由于两人各自问题相处并不愉快，太過在意而無法拿捏距離，多次做了伤害菜乃花的行为，即使現在仍不改对菜乃花的初衷。
在被菜乃花正式宣布分手后醒悟一直深爱着她，也明白自己伤害她很深，決定一改以往做法，學習真正的站在他人立場為菜乃花好而付諸努力。
优子（Youko）
菜乃花的闺蜜，喜欢萌哒哒动物（绵羊，奶牛等），厨艺也不错。为人稳重，关心朋友，有时候说话刻薄而且妒忌心强。
起初因为这些原因和菜乃花相处并不融洽，后交为了宽心和男生大地交往却找不到恋爱的感觉，并对菜乃花能找到像隼太这样的优质学弟做男友而产生强烈的妒忌心，后被菜乃花打动并对自己的行为感到羞愧，真正的和菜乃花成为了闺蜜并且和大地建立了正式的恋人关系。
是第一个真实了解菜乃花和鹰人初中故事的人，对鹰人的了解也仅限于菜乃花的描述。
千里（Chisato）
菜乃花的闺蜜。性格开朗，活泼，说话毫不忌讳，但太粘人，完全像是个小孩子。有位大学男友，很爱她的男友，两人相处融洽。
起初和菜乃花，千里间的关系一般，经历了妈咪农场时间后，菜乃花主动打开心扉消除了三人间的隔阂，却也让活泼的千里一下子受宠若惊的害羞了起来。
隼太前女友
隼太排球部的经理。性格活泼，一直和隼太相处很融洽，但迷惑隼太是否真的爱自己，所以找了同学假扮了自己新男友，结果却误伤了隼太的心。分手后隼太也顾忌了女方面子说是自己被甩的，喜欢隼太的温柔，曾尝试和隼太修复感情结果被拒，尴尬收场。
在知晓隼太和一位很漂亮的高中学姐正在热恋后，一度陷入伤心。
十分了解隼太的性格，认为隼太和菜乃花是两个世界的人根本不适合。
健介
鹰人挚友，隼太排球部前辈。偶尔也会去初中部探望隼太这些后辈們。與和後輩相處時表現出的穩重性格不同，實際上和鷹人相處時更加放的開，可說是本作真相帝，很了解並信任鹰人，初中受到鷹人嚴格指導考上松川，自己則多次在感情方面開導鷹人，儘管不樂見自己的好友對菜乃花掏心掏肺之餘，得不到回應還不斷被感情弄得遍體鱗傷，但一方面也力挺他希望鹰人能找到自己的幸福。
大地
优子男友，性格有点孩子气。曾是因想接近菜乃花而和优子交往，后和优子相互坦言双方都没有试着了解对方，后来和优子表白两人确立了正式的恋人关系，现在两人状况还算相处融洽。
人比较大大咧咧，虽然对优子那份温柔有点粗鲁，但是还是很努力的。
洋
隼太好友，排球部部员，介绍隼太认识姐姐打听过鹰人的事情。关心朋友，天真单纯。
羽山省吾
千里男友，爱称“阿省”（千里专称），千里口里一直念叨的男友。初次登场在15话。开车带众人来农场约会；人性格很随和，对于孩子气的千里也很耐心。

## 发行信息

### 单行本
| 卷數 | 集英社         | 集英社                 | 集英社                              | 東立出版社     | 東立出版社             |
| 卷數 | 發售日期       | ISBN                   | 備註                                | 發售日期       | ISBN                   |
| ---- | -------------- | ---------------------- | ----------------------------------- | -------------- | ---------------------- |
| 1    | 2014年4月25日  | ISBN 978-4-08-845194-7 | 官方于youtube发布其第一卷发行纪念PV | 2015年12月18日 | ISBN 978-9-86-431992-3 |
| 2    | 2014年7月25日  | ISBN 978-4-08-845239-5 |                                     |                |                        |
| 3    | 2014年10月25日 | ISBN 978-4-08-845282-1 |                                     |                |                        |
| 4    | 2015年1月23日  | ISBN 978-4-08-845326-2 |                                     |                |                        |
| 5    | 2015年4月24日  | ISBN 978-4-08-845377-4 |                                     |                |                        |
| 6    | 2015年7月24日  | ISBN 978-4-08-845413-9 |                                     |                |                        |
| 7    | 2015年10月23日 | ISBN 978-4-08-845461-0 |                                     |                |                        |
| 8    | 2016年1月25日  | ISBN 978-4-08-845509-9 |                                     |                |                        |

单行本未收录的番外篇
- （连载于Margaret2015年10月号）[3]
- （连载于Margaret2015年10月号）[3]